# Unione dei comuni Valle dell'Alento
L'Unione dei comuni Valle dell'Alento è un'unione di comuni della Campania, in provincia di Salerno, formata dai comuni di Castelnuovo Cilento, Gioi, Moio della Civitella, Omignano, Orria, Perito, Salento, Sessa Cilento, Stella Cilento e, dal 19.04.2013 Serramezzana.
Per statuto l'unione si occupa di questi servizi:
- polizia locale
- ufficio tecnico - lavori pubblici
- servizi sociali
- protezione civile
- canile e lotta al randagismo
- musei
- servizi ricreativi, culturali ed attinenti allo sport
- avvocatura
- mobilità - sistema trasporti intercomunali
- sportello unico informagiovani
- ufficio coordinamento dello sviluppo economico, sociale, ambientale, infrastrutturale del comprensorio
- servizio informatico
- servizio affissioni
- trasporto scolastico
- servizi cimiteriali
- igiene urbana e gestione smaltimento rifiuti
- ambiente e territorio
- ufficio stampa
- tributi e ragioneria